# The Racket
The Racket é um filme estadunidense de 1951, do gênero noir, dirigido por John Cromwell e estrelado por Robert Mitchum, Lizabeth Scott e Robert Ryan.

## A produção
O filme é baseado na peça homônima de Bartlett Cormack, montada com sucesso na Broadway em 1927, tendo Edward G. Robinson no papel principal. O enredo foi atualizado para acomodar a contemporânea (na época) guerra de um comitê do Senado contra o crime organizado no país.
Entretanto, o grande trunfo da produção são seus astros, especialmente Ryan como um repelente e, ao mesmo tempo, magnético escroque, e Mitchum, no pouco familiar—para ele—papel de um policial incorruptível. Lizabeth Scott, como cantora de nightclub ligada aos criminosos, não tem muitas oportunidades de demonstrar sua versatilidade, mas consegue sair-se igualmente bem.
Howard Hughes, o dono da RKO Radio Pictures, interferiu muito no roteiro durante as filmagens. Ele também executou várias mudanças na fase de pós-produção, com o concurso de Nicholas Ray e outros diretores originalmente alheios ao projeto. Contudo, apesar de certa falta de unidade e de um final bizarro, The Racket foi um dos lançamentos da RKO mais vistos no ano.
Hughes já produzira uma versão cinematográfica da peça em 1928, quando estava na Paramount Pictures.
Este é o último filme de Cromwell na RKO, estúdio para quem realizou diversos trabalhos desde Sweepings, em 1933.
Foi o último filme da atriz proveniente do cinema mudo, Hazel Keener, que a partir de então apenas atuaria em séries de televisão.

## Sinopse
Nick Scanlon é o brutal chefão do crime na cidade. Ele tem políticos e homens da Lei de variados graus no bolso. Mas ele tem também uma pedra no sapato na figura de Thomas McQuigg, o único policial graduado honesto do lugar. McQuigg e Scanlon travam uma batalha de gato e rato, ajudados pelo leal patrulheiro Bob Johnson e pela cantora Irene Hayes, de um lado, e pelos corrompidos promotor Mortimer Welsh e detetive Turk, do outro. McQuigg  convence Irene a testemunhar contra Scanlon, antigo protetor da moça, mas será que ela é confiável?

## Elenco
| Ator/Atriz      | Personagem              |
| --------------- | ----------------------- |
| Robert Mitchum  | Inspetor Thomas McQuigg |
| Lizabeth Scott  | Irene Hayes             |
| Robert Ryan     | Nick Scanlon            |
| William Talman  | Bob Johnson             |
| Ray Collins     | Promotor Mortimer Welsh |
| Joyce Mackenzie | Mary McQuigg            |
| Robert Hutton   | Dave Ames               |
| Virginia Huston | Lucy Johnson            |
| William Conrad  | Detetive Turk           |
| Walter Sande    | Sargento Jim Delaney    |
| Les Tremayne    | Harry Craig             |
| Don Porter      | R.G. Connolly           |
| Walter Baldwin  | Sargento Sullivan       |
| Brett King      | Joe Scanlon             |
| Richard Karlan  | Breeze Enright          |